# Semanario Universidad
El Semanario Universidad es un semanario costarricense de política, cultura y actualidad financiado por la Universidad de Costa Rica, pero con independencia editorial.  Su primera edición data del 28 de septiembre de 1970. Ganador del Premio Nacional de Periodismo Pío Víquez en el 2019. El periódico tiene una edición en línea, creada en 1995.  
Las primicias más importantes incluyen la publicación del Memorándum del miedo, por el que el medio ganó el Premio Jorge Vargas Gené. La investigación llevó a la renuncia del Vicepresidente de la República Kevin Casas, el 22 de septiembre de 2007. En el 2016 la Universidad también publicó los documentos relacionados con los Panama Papers para Costa Rica, como parte de una investigación conjunta del Consorcio Internacional de Periodistas de Investigación (ICIJ, por sus iniciales en inglés), que generó la apertura de una Comisión Investigadora en la Asamblea Legislativa.

## Historia
El 31 de mayo de 1967 la Facultad de Ciencias y Letras de la Universidad de Costa Rica realizó una mesa redonda donde se discutieron asuntos sobre el comunismo y se debatieron extractos de El capital de Karl Marx. En el evento participaron los académicos Luis Orlando Corrales, Vladimir de la Cruz, Juan Antillón y Roig Mena. 
La realización de esa mesa generó un importante debate en medios de comunicación como La Nación, donde grupos como el derechista Movimiento Costa Rica Libre acusaron a la Universidad de emplear su autonomía para permitir la difusión de mensajes de extrema izquierda. 
Dos meses después, la Universidad de Costa Rica convocó a una asamblea sabatina para defender la libertad de cátedra y su autonomía. En la mesa participaron los intelectuales Isaac Felipe Azofeifa, Manuel Formoso, Rafael Obregón Loría, Constantino Láscaris y Daniel Gallegos, quienes presentaron una moción para crear un periódico que permitiera ofrecer la visión de la Universidad de Costa Rica acerca de la libertad de expresión y de cátedra.   
“La verdad solo vive en un ambiente libre de examen, lo otro es el dogma”, indica el pronunciamiento de la época. “Ambiente de libertad intelectual sin restricciones: ese es el ámbito de la Universidad. Todo intento de coacción de esa libertad, aunque sea en nombre de la democracia y la libertad, nos hará caer tarde o temprano en una dictadura", señala la declaración que recomendaba la creación de un periódico universitario, y sugería la intensificación de las mesas redondas sobre los "problemas palpitantes" de la democracia costarricense. 
Pasaron casi tres años para que el Semanario Universidad viera su primera edición impreso, debido a las limitaciones presupuestarias de la Universidad de Costa Rica. Su primera edición, fechada el 28 de septiembre de 1970, costaba 25 céntimos o un cuarto de colón, tenía apenas 16 páginas e informaba sobre el proceso de elección de la Rectoría Universitaria y la situación en las bibliotecas de la Universidad.  
Desde el año 1995 posee una versión en Internet. El diario ha tenido influencia especialmente en temas políticos, sociales y electorales en Costa Rica.

## Directores
El Semanario Universidad ha tenido varios directores y dos directoras a lo largo de su historia. Manuel Formoso, Alfredo Povedano, Mario Zeledón, Carlos Morales, Renato Cajas, Eduardo Amador, Thais Aguilar, Laura Martínez, Mauricio Herrera Ulloa y Ernesto Rivera, en ese orden, son quienes han ocupado el principal cargo en la dirección del Semanario en su largo historial. Carlos Morales y Laura Martínez lo ocuparon en dos distintos momentos. 

## Controversia
En 2019 una serie de debates internos en la Universidad terminaron con el cambio de dirección en el Semanario Universidad, tras una votación del Consejo Universitario. Una serie de Decanos de la Universidad plantearon la necesidad de un cambio de rumbo del periódico. No hay indicios para decir que el Consejo Universitario que votó por presión de los Decanos. La periodista Laura Martínez fue elegida por mayoría frente a Ernesto Rivera que pretendía continuar en el cargo. El Consejo Universitario indicó que la decisión se realizó por valoración de méritos. Martínez cuenta con una maestría mientras Rivera ostenta título de licenciado.

## Secciones
- País: Se denuncian los problemas económicos y sociales del país, se discute de temas que afectan a la población en general.
- Universitarias Noticias en el ámbito de la Universidad de Costa Rica y las universidades públicas y privadas.
- Cultura: La Universidad como un agente impulsor de las letras y las artes en Costa Rica.
- Mundo: Artículos sobre noticias internacionales.
- Deportes: Los últimos acontecimientos de los equipos deportivos de la Universidad.
- Ojo al Clima: Publicación mensual sobre noticias relacionadas con el cambio climático.

## Periodistas
- Laura Martínez
- Javier Córdoba
- Daniela Muñoz
- Monserrat Cordero Parra
- Adrián Zúñiga Rivero
- Álvaro Murillo
- Mario Bermúdez
- Mathew Chaves
- Cristian Mora
- Fabiola Pomareda
- Joel Porras
- Ignacio Ortiz
- Noah Phillips
- Vinicio Chacón
- Juan Pablo Rodríguez Campos
- Michelle Soto
- Ana Beatriz Fernández González
- María José Núñez Chacón